# Villa Trissino (Meledo di Sarego)
| Imagem: Cidade de Vicenza e Villas de Palladio no Véneto | A Villa Trissino (Meledo di Sarego) está incluída no sítio "Cidade de Vicenza e Villas de Palladio no Véneto", Património Mundial da UNESCO. |  |

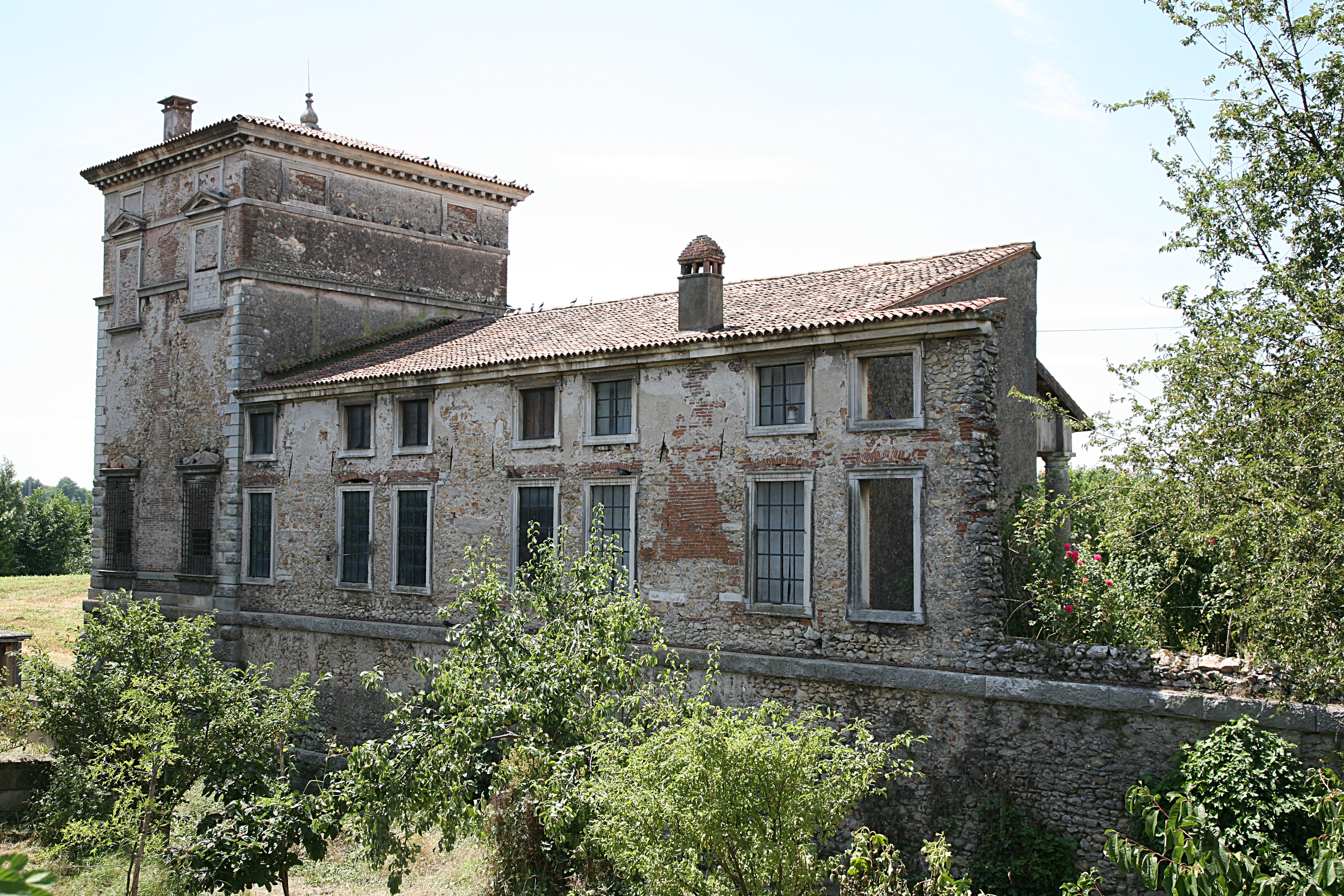
Fachada traseira duma das duas arcadas da Villa Trissino.

A Villa Trissino é villa italiana do Véneto, nunca acabada, que se situa nas margens do rio Guà, em Meledo di Sarego, Província de Vicenza. As arcadas, construídas cerca de 1567, são a única parte que subsiste do projecto de Andrea Palladio. O complexo está reduzido a um estado de abandono e a sua conservação está comprometida.
A estrutura está classificada, desde 1996, como Património Mundial da Humanidade pela UNESCO, juntamente com as outras villas palladianas do Véneto.

## História

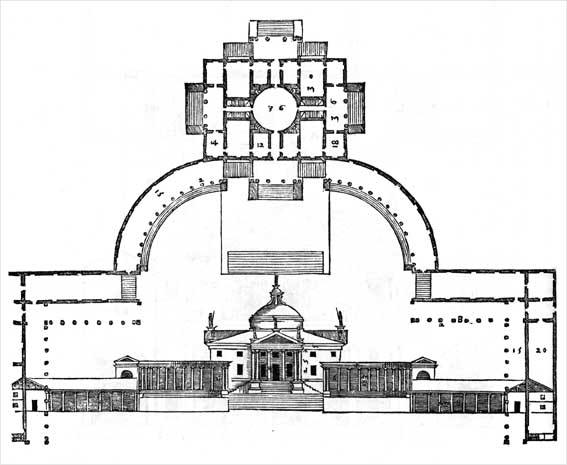
Desenho da imponente Villa Trissino prevista por Palladio nos I Quattro Libri, 1570.

Em I Quattro Libri dell'Architettura, Palladio afirma ter começado em Meledo (hoje fracção comunal de Sarego), a construção duma villa para os irmãos Ludovico e Francesco Trissino, figuras de primeiro plano da aristocracia vicentina e clientes de Palladio não só em Meledo, mas também na construção dum verdadeiro palácio urbano no Contro'Riale e duma pequena villa suburbana.
Palladio incluiu o projecto na citada obra, publicada em Veneza no ano de 1570, mas é discutível quanto do grande desenho, visto no livro, foi seguido durante a construção inicial. A gravura no tratado devolve a imagem duma estrutura imponente, articulada sobre vários níveis, claramente inspirada nos desenvolvimentos dos complexos romanos antigos. Não é possível afirmar se tal projecto se pretendia realmente construir. Por outro lado existem vestígios evidentes de um início de projecto palladiano nas imponentes fundações em pedra do edifício ao longo do rio e nas duas barchesse com colunas toscanas de óptimo fabrico. A hipótes mais económica leva a pensar que existiu um projecto palladiano para a Villa Trissino, mas, ainda assim, não necessariamente idêntico ao apresentado nos Quattro Libri. Este último parece mais o desenvolvimento duma hipótese teórica imaginada para o verdadeiro sítio de Meledo.

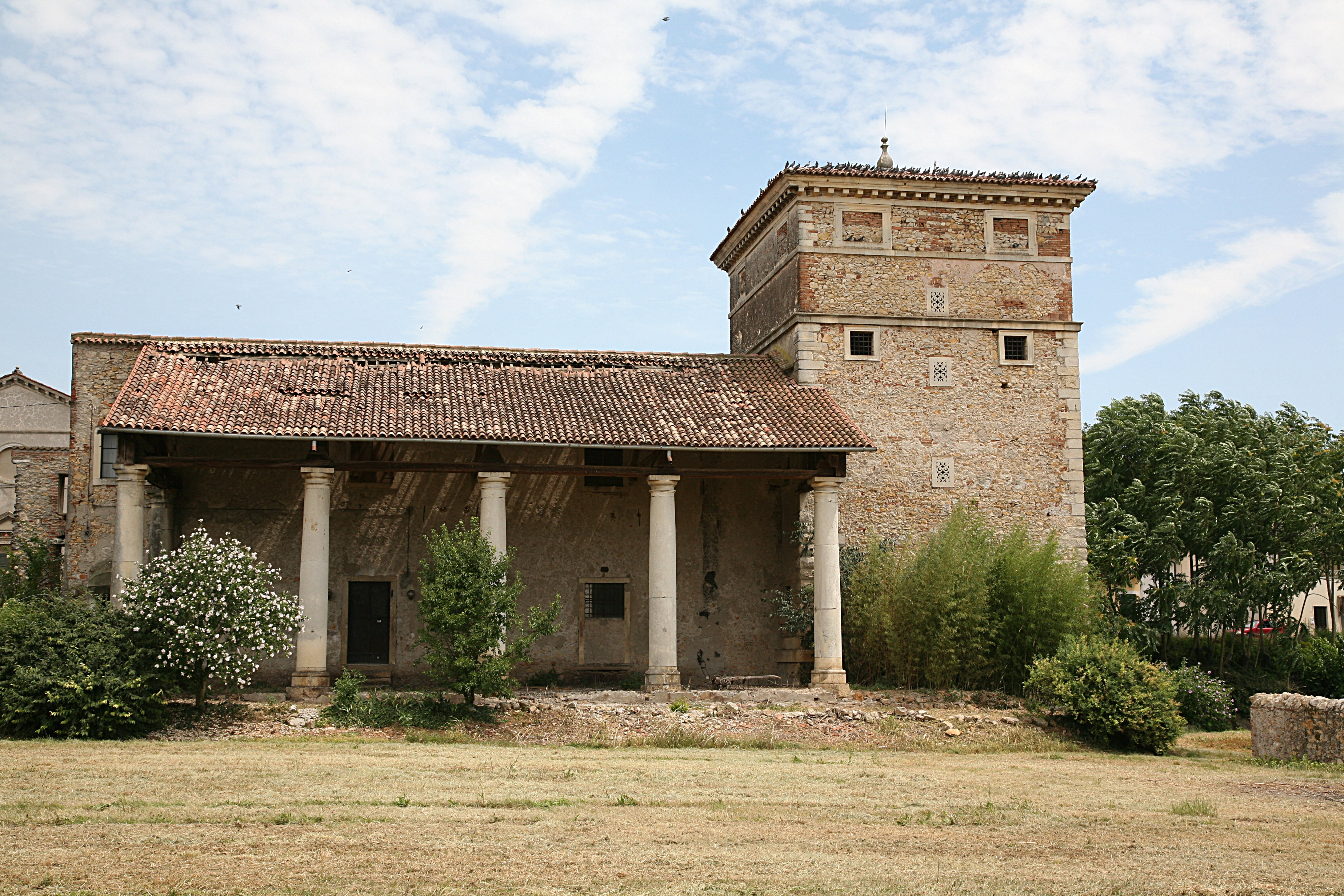
Uma das duas barchesse com pombais.

à maior parte das villas palladianas dá-se-lhe o epíteto de "patrícias", reflectindo o facto de se desenharem especificamente para membros das famílias aristocráticas de Vicenza ou Veneza.
Em 1996, la Villa Trissino fi eleita como parte do lugar Património da Humanidade intitulado Cidade de Vicenza e Villas de Palladio no Véneto. Também está incluida neste lugar a Villa Trissino Trettenero, que se situa a uns 20 quilómetros, justo à periferia de Vicenza.

## Detalhes arquitectónicos
Embora a família Trissino fosse nobre, o que sobrevive em Meledo é somente uma parte da extensa colunata da villa, que teria sido usada para funções utilitárias, algo assim como um curral, reflectindo o facto de que Trissino, como a maior parte das villas palladianas, era o centro duma exploração agrícola.
Uma série de villas palladianas afastam-se das ilustrações presents em I Quattro Libri dell'Architettura. Por exemplo, na Villa Saraceno existe uma casa palladiana, mas não as alas do desenho de 1570, e a Villa Pojana foi originalmente desenhada com características mais clássicas, sem os seus famosos oculi contidos dentro da sua serliana. Na Villa Trissino, o visitante actual não encontrará uma casa palladiana, podendo ver-se somente o começo das alas a estender-se. No final da ala existe um pombal em forma de torre, um elemento que também se encontra na Villa Barbaro. O pombal da Villa Trissino está dotado duma chaminé e decorado com grotescos a fresco pintados por Eliodoro Forbicino, um pintor veronês mencionado por Vasari e que já tinha trabalhado no Palazzo Chiericati e no Palazzo Thiene, outros palácios palladianos. Isto indica que mesmo nas partes utilitárias da villa se punha, também, grande cuidado em criar, uma beleza estética.